# 諾爾·勒·格瑞艾特
諾爾·伊夫·馬利·勒·格瑞艾特（法語：Noël Yves Marie Le Graët，法語發音：[nɔɛl iv maʁi lə ɡʁɛt]，1941年12月25日—）是一名法國商人、政治人物和足球官員。他在2011年至2023年期間擔任法國足球協會主席。2005年至2011年，他是法國足協的副主席。

## 法國足球協會
1991年至2000年，勒·格瑞艾特是法國甲級足球聯賽的主席，也是法國足球協會副主席。在這個職位上，他通過收購新的贊助商，包括與耐克的新供應商合同，使法國足協的財務狀況得到實質性的改善。在主席吉恩-皮埃爾·埃斯卡萊特因法國國家足球隊在2010年世界盃上的慘敗而辭職後，勒·格瑞艾特成為費爾南·杜喬索伊（Fernand Duchaussoy）臨時接替他的可能候選人。2011年6月18日，在巴黎舉行的協會聯邦議會選舉中，他出乎意料地獲得了54.39%的選票，接替費爾南·杜喬索伊。2023年，當他在一次電台採訪中被問及是否會考慮將作為法國國家足球隊主教練迪迪埃·德尚的潛在繼任者時，他發表了被球員、政治家和足球迷視為不尊重的言論。幾天后，勒·格瑞艾特公開向大眾道歉。

## 其他活動
在過去的幾年裡，勒·格瑞艾特在甘岡建立了一個多元化的食品工業家族，即勒·格瑞艾特集團。它在布列塔尼大區的多個地點開展業務。在埃爾基的Pêcherie d'Armorique，它擁有自己的漁船隊。在法國最知名的品牌中，有Celtigel（冷凍肉、魚和蔬菜菜餚）、Les Delices de la Mer（湯、醬、麵包醬）和Agil Chien/Agil Chat（寵物食品）。該集團2010年的營業額約為1.63億歐元。
1971年至1992年，以及2002年至2011年，勒·格瑞艾特是法國足球俱樂部甘岡前進會的主席。1995年至2008年，他還以社會黨員的身分擔任兩屆的甘岡市長。

## 榮譽
- 法國榮譽軍團勳章（2018年）[1]

## 外部連結
- 諾爾·勒·格瑞艾特在FootballDatabase.eu的資料